# 安河桥清真寺
40°00′20″N 116°15′59″E / 40.0055096°N 116.2662698°E

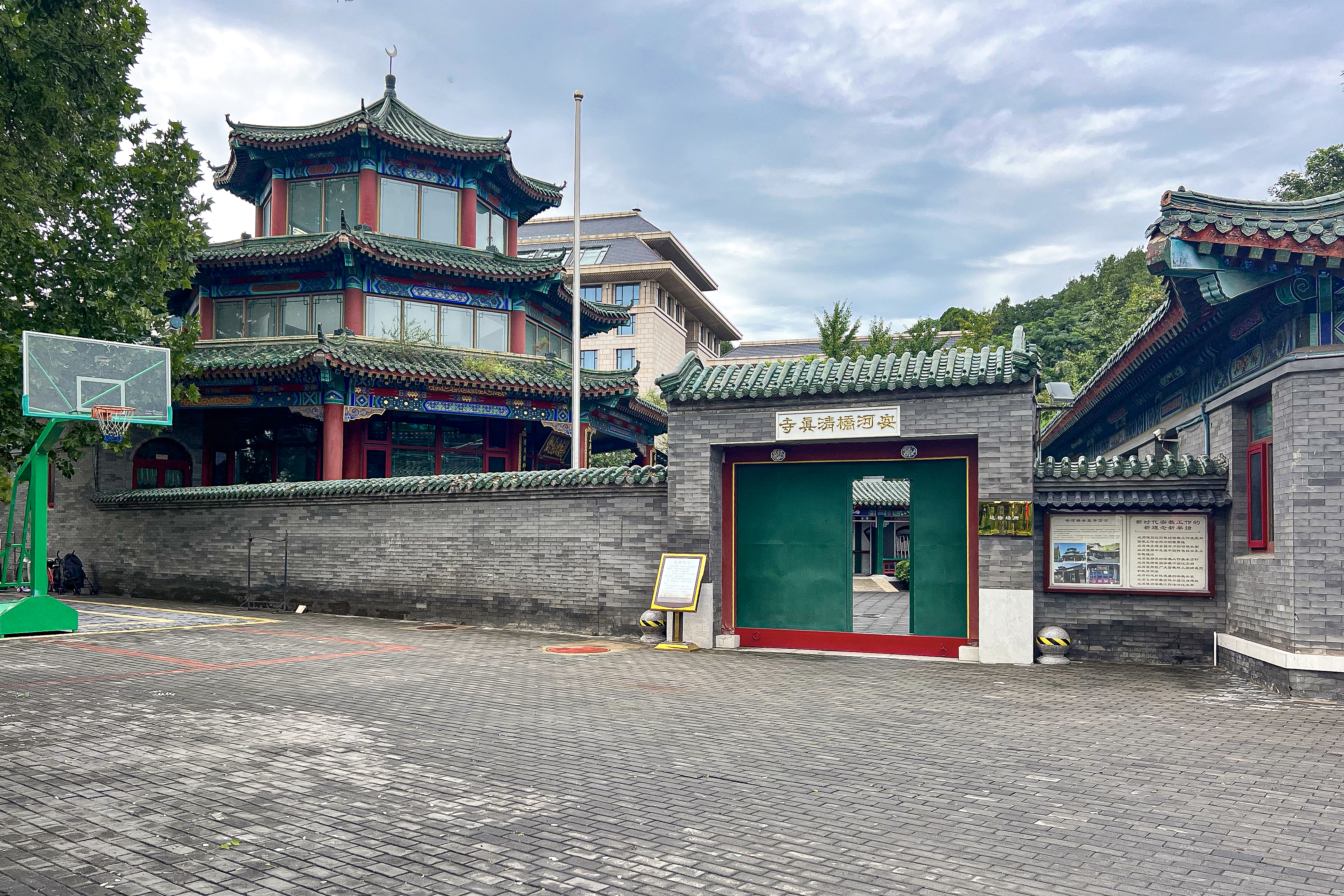
安河桥清真寺（2024年8月）

安河桥清真寺，位于北京市海淀区青龙桥，是一座伊斯兰教清真寺。

## 简介
安河桥清真寺的原址在海淀区安河桥村。2002年，因建设北京五环路，安河桥清真寺拆除进行易地重建。据2004年报道，海淀区投入900万元人民币进行易地重建工作。新址位于海淀区青龙桥。
2006年，安河桥清真寺易地重建落成，北京市宗教局等有关部门领导及当地穆斯林300多人参加了落成典礼。易地重建后的该寺占地面积1100平方米，建筑面积700平方米。
2009年，海淀区政协民族和宗教委员会视察北京天主教神哲学院和安河桥清真寺，及立马关帝庙腾退情况。